# Подпеч над Марофом
Подпеч над Марофом (словен. Podpeč nad Marofom) је насељено место у општини Шентјур, Савињска регија, Словенија.

## Историја
До територијалне реорганизације у Словенији била је у саставу старе општине Шентјур при Цељу.

## Становништво
У попису становништва из 2011. године, Подпеч над Марофом је имала 33 становника.
| Број становника према пописима | Број становника према пописима | Број становника према пописима |
| ------------------------------ | ------------------------------ | ------------------------------ |
| 1991                           | 2002                           | 2011                           |
| 36                             | 31                             | 33                             |

Напомена: До 1953. исказивано под именом Подпеч.